# Ato Plodzicki-Faoagali
Tupuola Seua’i Ato Leau Plodzicki-Faoagali (18 de fevereiro de 1999) é um boxeador samoano que competiu nos Jogos da Commonwealth, Jogos do Pacífico e Jogos Olímpicos.

## Carreira amadora
Ele competiu nos Jogos do Pacífico de 2019, onde conquistou o ouro na categoria meio-pesado. A pandemia de COVID-19 significou que ele não foi capaz de competir em nenhum torneio internacional antes das Olimpíadas de 2020, mas foi capaz de treinar na Austrália ao lado do boxeador samoano Marion Ah Tong. Nas Olimpíadas ele foi derrotado pelo bielorrusso Uladzislau Smiahlikau em sua primeira luta. Após as Olimpíadas de 2020, ele se concentrou na seleção para os Jogos da Commonwealth de 2022 em Birmingham. Em 14 de julho de 2022, ele foi selecionado como parte da equipe de Samoa para os jogos. Ele chegou à final na competição de pesos pesados, mas foi derrotado por Lewis Williams e ganhou a medalha de prata.

## Carreira profissional
Plodzicki-Faoagali fez sua estreia no boxe profissional em 25 de novembro de 2022 no Complexo Esportivo Faleata em Apia, Samoa. Marion Faustino Ah Tong também fazia sua estreia profissional como eliminatória principal. Plodzicki-Faoagali enfrentou o boxeador fijiano Apisai Naciqa. Plodzicki-Faoagali venceu a luta por nocaute técnico.